# Supervised Diver
Der Supervised Diver (englisch für Beaufsichtigter Taucher) beschreibt die Minimalanforderungen an eine Grundtauchausbildung und Brevetierung für Gerätetaucher, die in der internationalen Norm ISO 24801-1 und der entsprechenden Europäischen Norm EN 14153-1 festgelegt sind. Verschiedene Tauchorganisationen bieten eine Tauchausbildung an, die die Anforderungen des Supervised Diver erfüllen. Ein Brevet (Tauchschein), das dem Supervised Diver entspricht, berechtigt zum Tauchen in Begleitung eines Tauchführers oder Tauchlehrers im offenen Wasser. Die meisten Tauchorganisationen empfehlen eine Tauchtiefe von 10 bis 12 Metern nicht zu überschreiten. Nach dem erfolgreichen Abschluss einer mit dem Supervised Diver gleichwertigen Ausbildung kann das Gelernte in einer zum Autonomous Diver (nach ISO 24801-2) äquivalenten Ausbildung vertieft und erweitert werden.
Vor einer Grundtauchausbildung zum Taucher und danach in regelmäßigen Abständen, sollte sich ein Taucher einer Tauchtauglichkeitsuntersuchung bei einem Tauchmediziner unterziehen. In einigen Ländern ist eine solche Untersuchung gesetzlich vorgeschrieben und gilt in vielen Tauchschulen als Voraussetzung für jede Ausbildung. 
Auf vielen Tauchbasen ist ein Tauchbrevet, das dem Autonomous Diver (nach ISO 24801-2) entspricht sowie ein ärztliches Attest die minimale Voraussetzung, um Tauchausrüstung ausleihen zu können und auf geführte Tauchgänge mitgenommen zu werden. Vielerorts wird ein Brevet das nur dem Supervised Diver entspricht, dafür als nicht ausreichend angesehen. In einigen Ländern (z. B. in Australien) wird durch Gesetze der Nachweis einer abgeschlossenen Grundtauchausbildung, die mindestens dem Autonomous Diver entspricht, von jedem Taucher gefordert. Da es sich bei den gängigen Brevetierungen für Sporttaucher nicht um amtliche Dokumente handelt, haben sie lediglich Empfehlungscharakter. An Orten wo keine gesetzliche Regelung besteht, liegt es nicht selten alleine im Ermessen des verantwortlichen Tauch-Führers oder -Lehrers, ob er einen dem Supervised Diver äquivalent brevetierten Taucher trotzdem an geführten Tauchgängen teilnehmen lässt.

## Ausbildungen nach ISO24801-1
Weltweit werden jährlich etwa 1,7 Millionen Menschen gemäß ISO 24801 ausgebildet. Trotz der gemeinsamen Normierung unterscheiden sich die Tauchkurse einzelner Tauchorganisationen in Inhalt, Ausbau und Philosophie teilweise erheblich. Die Minimalanforderungen, die in der ISO-Norm definiert sind, garantieren jedoch, dass ein Taucher problemlos die Ausbildungsorganisation wechseln kann.
Die folgenden Ausbildungen erfüllen die Anforderungen des Supervised Diver:

### CMAS
CMAS selbst bietet keine Ausbildung die dem Supervised Diver entspricht. Es gibt jedoch einige CMAS-Mitgliedsorganisationen (z. B.: VDST oder IAC) die unabhängig von CMAS eine solche Ausbildung und Brevetierung anbieten. Meist wird sie Basic Diver oder ähnlich genannt. Die Inhalte, Regelungen und Bezeichnungen der einzelnen CMAS-Mitgliedsorganisationen könne jedoch erheblich voneinander abweichen.

### NAUI Passport Diver
Obwohl es sich beim NAUI Passport Diver (PD) nicht um einen Tauchkurs, sondern nur um eine Möglichkeit für interessierte Laien, in das Thema Tauchen hineinzuschnuppern handelt, werden darin alle Inhalte vermittelt, die in der Norm für den Supervised Diver gefordert werden. Der Passport Diver beinhaltet neben zwei geführten Tauchgängen im begrenzten Freiwasser, eine vorherige theoretische Einführung. Nach der Teilnahme an einem Passport Diver-Angebot, darf in Begleitung eines NAUI Instructors (Tauchlehrers) im strömungsfreien Freiwasser bis auf eine Tiefe von maximal 10 Metern getaucht werden. Das Passport Diver-Angebot beinhaltet keine Brevetierung, kann aber innerhalb von sechs Monaten an eine NAUI Scuba Diver-Ausbildung (SD) angerechnet werden. Das Passport Diver-Angebot kann ohne Vorkenntnisse des Tauchsports begonnen werden. Normale körperliche Gesundheit und Fitness sind erforderlich. Personen, die an einem Passport Diver-Angebot teilnehmen wollen, müssen mindestens 12 Jahre alt sein. Eine NAUI Junior Passport Diver kann schon ab einem Alter von 8 Jahren besucht werden. Dieses Angebot für Kinder unterscheidet sich nur durch eine kindgerechte Vermittlung der gleichen Inhalte.

### PADI Scuba Diver

Übersicht über das PADI-Ausbildungssystem

Der PADI Scuba Diver-Kurs (SD) ist eine Grundtauchausbildung, in der ein Taucher alle in der ISO-Norm für einen Supervised Diver geforderten Inhalte erlernen kann. Scuba Diver bedeutet frei auf Deutsch übersetzt Gerätetaucher. PADI erlaubt SD-Tauchern das Tauchen bis auf eine Tiefe von 12 Metern, in Begleitung eines PADI Divemasters oder Instructors. 
Der PADI Scuba Diver-Kurs umfasst die ersten drei Lektionen, der fünfteiligen Open Water Diver-Ausbildung (OWD). Durch den modularen Aufbau kann die OWD-Ausbildung durch die Vorstufe des PADI Scuba Diver in zwei Kurse aufgeteilt werden. Der SD-Kurs umfasst drei Theorie- und drei Schwimmbad-Lektionen sowie mindestens zwei Tauchgänge im Freiwasser mit dem Drucklufttauchgerät. PADI verfolgt bei der Ausbildung das „tauche heute“-Konzept. Deshalb finden nach einer Theorie-Lektionen meistens am gleichen Tag die dazugehörigen Tauchgänge statt. Die Schwimmbad-Tauchgänge – die auch an strömungsfreien, seichten Stellen im Freiwasser stattfinden können, dienen dem Erlernen der grundlegenden und sicherheitsrelevanten Techniken. Dazu gehört das Einsteigen ins Wasser, Atmen unter Wasser mit dem Drucklufttauchgerät, Gebrauch der Flossen, einfaches Tarieren, Ausblasen der Maske oder das Wiedererlangen des Atemreglers. In den Freiwassertauchgängen werden teilweise die gleichen Übungen wiederholt. Der PADI SD-Kurs umfasst folgende Theorie-Inhalte:
1. Lektion eins
  1. Einführung in die Unterwasserwelt
  2. Tauchausrüstung
  3. Partnersystem (Buddy)
2. Lektion zwei
  1. Anpassung an die Unterwasserwelt
  2. Atmung unter Wasser
  3. Tauchausrüstung
  4. Tauchzeichen
3. Lektion drei
  1. Die Umgebung beim Tauchen
  2. Tauchgangplanung
  3. Bootstauchgänge
  4. Umgang mit Problemen – Vorbeugen und Erkennen
  5. Allgemeine Freiwasser-Techniken

Die PADI-SD-Ausbildung kann ohne Vorkenntnisse des Tauchsports begonnen werden. Normale körperliche Gesundheit und Fitness sind erforderlich. Tauchschüler, die einen SD-Kurs besuchen wollen, müssen mindestens 15 Jahre alt sein. Ein PADI-Junior-SD-Kurs (JSD) kann schon ab einem Alter von 10 Jahren besucht werden. Diese Kindertauchkurse unterscheiden sich nur durch eine kindgerechte Vermittlung der gleichen Inhalte.

### SSI Scuba Diver
Der SSI Scuba Diver-Kurs (SD) ist eine Grundtauchausbildung die zum normierten Supervised Diver äquivalent ist. Die Ausbildung umfasst mindestens zwei Freiwassertauchgänge, die erst nach dem erfolgreichen Abschluss der theoretischen Ausbildung durchgeführt werden dürfen. SSI erlaubt SD-Tauchern in Begleitung eines Tauch-Führers oder -Lehrers das Tauchen bis auf eine Tiefe von maximal 12 Metern. Nach erfolgreichem Abschluss kann das Gelernte in der Open Water Diver-Ausbildung (OWD) vertieft und erweitert werden. Der SSI SD-Kurs kann ohne Vorkenntnisse des Tauchsports begonnen werden. Normale körperliche Gesundheit sowie Fitness sind erforderlich und ein SSI Medical Statement abzugeben. Der Tauchschüler muss fähig sein 180 Meter ohne ein Hilfsmittel zu schwimmen. Tauchschüler, die einen SD-Kurs besuchen wollen, müssen mindestens 15 Jahre alt sein. Eine SSI Junior SD-Ausbildung kann schon ab einem Alter von 10 Jahren abgeschlossen werden. Diese Kindertauchkurse unterscheiden sich nur durch eine kindgerechte Vermittlung der gleichen Inhalte.

### Weitere Ausbildungen
Nicht wenige Tauchorganisationen verzichten auf eine dem Supervised Diver entsprechende Ausbildungsstufe und definieren die Inhalte des Autonomous Diver nach (ISO 24801-2) als unterste Ausbildungs- und Brevertierungs-Stufe. Neben den oben erwähnten, entsprechen die folgenden Ausbildungen dem Supervised Diver nach ISO 24801-1:
| Tauchorganisation                                | Tauchorganisation | Ausbildung / Brevetierung | Ausbildung / Brevetierung |
| ------------------------------------------------ | ----------------- | ------------------------- | ------------------------- |
| Disabled Divers International                    | DDI               | Supervised Diver          | SD                        |
| International Association for Handicapped Divers | IAHD              | Tourist Diver             | TD                        |
| International Scuba Diving Academy               | ISDA              | Scuba Diver               | SD                        |
| National Academy of Scuba Educators              | NASE              | Scuba Diver               | SD                        |
| National Diving League                           | NDL               | Novice Diver              | ND                        |
| Verband Deutscher Tauchlehrer                    | VDTL              | Basic Diver               |                           |
| Worldwide Academy of Scuba Educators             | WASE              | Scuba Diver               | SD                        |
| World Organisation of Scuba Diving               | WOSD              | Supervised Diver          | SD                        |

## Kritik
Kritiker werfen insbesondere den kommerziellen Tauchausbildungsorganisationen (z. B. PADI oder SSI) vor, es werde in den Grundausbildungen dem Tauchschüler die Illusion vermittelt, er könne bereits gut tauchen, indem die Bedeutung des Kurses und der Prüfungen gegenüber der Tauchpraxis und ständiger Übung überbetont wird. Durch eine Aufteilung der Tauchausbildung in möglichst viele kleine, unvollständige Brevetierungstufen werde, auf Kosten der Sicherheit, versucht die Gewinne der Organisationen zu optimieren.
Kommerzielle Ausbildungsorganisationen halten dem entgegen, dass es vor allem darum geht, das Erlebnis der Unterwasserwelt einer breiten Masse zugänglich zu machen, um u. a. auch das Interesse für den Umwelt- und Artenschutz unter Wasser zu stärken. Eine geringere Hemmschwelle zum Einstieg in den Tauchsport werde dadurch realisiert, dass gerade in der Grundausbildung nur das Nötigste gelehrt wird, um unter entsprechenden Bedingungen sicher tauchen zu können. Durch die modulare Ausrichtung werde immer nur derjenige Stoff gelehrt, der für Anfänger wichtig sei um sicher zu tauchen. Es werde darauf hingewiesen, dass die Tauchschüler nicht unter Bedingungen tauchen sollen, die herausfordernder sind als jene, bei denen sie im Grundkurs ausgebildet wurden. 
Dieser Logik schließen sich letztlich auch viele nicht kommerziell ausgerichtete Verbände (z. B. VDST und andere Mitglieder der CMAS) in Teilen an, indem sie zum Supervised Diver äquivalente Ausbildungen anbieten, die nur einen Teil des für das selbständige Tauchen nötigen Wissens und praktischer Fertigkeiten vermitteln.